# Augustus Garrett
Pour les articles homonymes, voir Garrett.
Augustus Garrett (né en 1801 à New York - mort le 30 novembre 1848 à Chicago, dans l'Illinois) est un homme politique américain, membre du Parti démocrate. Il fut maire de Chicago à deux reprises de 1843 à 1844, et de 1845 à 1846. Soutenu par une coalition de Know Nothing et de défenseurs de la tempérance.

## Biographie
Garrett a épousé Eliza Clark en 1825 et a quitté New York pour emménager à Chicago en 1834. Il possédait une petite maison de vente aux enchères près de la rivière Chicago et, l'année suivante, avait formé un partenariat avec les Brown Brothers, ce qui lui a permis de devenir un principal spéculateur foncier et commissaire priseur. En octobre 1836, il avait des ventes de plus de 1,8 million de dollars.
Garrett et sa femme n'ont pas d'enfants. Ils ont quitté leur domaine pour fonder le Garrett Biblical Institute. L'institut a fusionné avec l'École de formation de Chicago et le Séminaire théologique évangélique pour former le Garrett Evangelical Theological Seminary, l'École supérieure de théologie à l'Université Northwestern.
Élu maire de Chicago en 1843, il a remporté la réélection en 1844 car les accusations portées à son encontre et les poursuites pour fraude avaient invalidées les élections. Garrett s'est représenté aux élections la même année, mais fut battu par Alson Sherman.
Il meurt en novembre 1848 à Chicago. Il est enterré au cimetière de Rosehill dans cette même ville.